# Narasimagupta
Narasimagupta foi o nono imperador da Dinastia Gupta, dinastia que se estendeu num período de tempo entre o ano de 240 e o ano 550. Governou entre 510 e 530. Foi antecedido no trono por Budagupta e sucedido por Cumaragupta III.